# Passeport nicaraguayen
Le passeport nicaraguayen est un document de voyage international délivré aux ressortissants nicaraguayens, et qui peut aussi servir de preuve de la citoyenneté nicaraguayenne.

## Apparence
Comme tous les passeports d'Amérique centrale, la couverture est bleu marine avec des lettres dorées indiquant le nom officiel du pays en espagnol ; en haut, il y a les mots Centroamérica et au milieu une carte de l'Amérique centrale montrant le territoire du Nicaragua ombré. En bas, il y a un texte indiquant le type de passeport.
Le passeport se compose de 48 pages. Il mesure 124 mm de largeur et 86 mm de hauteur.

### Page d'identité
- Photo du titulaire du passeport
- Tapez ("P" pour passeport)
- Code du pays
- Numéro de série du passeport
- Nom et prénom du titulaire du passeport
- Citoyenneté
- Date de naissance (JJ. MM. AAAA)
- Sexe (M pour les hommes ou F pour les femmes)
- Lieu de naissance
- Date d'émission (JJ. MM. AAAA)
- Signature du titulaire du passeport
- Date d'expiration (JJ. MM. AAAA)
- Autorité de délivrance

## Validité
Les passeports pour les personnes de plus de 16 ans sont valables pendant dix ans et pour les personnes de moins de 16 ans pendant cinq ans.